# Champnétery
 Champnétery  (en occitano Champ Menesterí) es una población y comuna francesa, situada en la región de Lemosín, departamento de Alto Vienne, en el distrito de Limoges y cantón de Saint-Léonard-de-Noblat.

## Demografía
| 622 | 598 | 516 | 502 | 515 | 491 | 533 |
| Para los censos de 1962 a 1999 la población legal corresponde a la población sin duplicidades (Fuente: INSEE [Consultar]) |     |     |     |     |     |     |